# Федоренко Степан Олексійович
Степа́н Олексі́йович Федоре́нко (нар. 1908 — пом. 1972) — радянський військовик часів Другої світової війни, командир відділення 1-го стрілецького батальйону 1106-го стрілецького полку 331-ї стрілецької дивізії (31-а армія), сержант. Герой Радянського Союзу (1945).

## Життєпис
Народився 20 квітня 1908 року в місті Києві в родині робітника. Українець. У пошуках кращого життя дістався Баку (Азербайджан), де здобув кваліфікацію бетонщика. Працював на будівництві мостів через річки. Обирався депутатом Бакінської міської ради депутатів трудящих.
У 1930—1932 роках проходив дійсну військову службу в лавах РСЧА. Вдруге призваний Бакінським МВК у 1941 році. Учасник німецько-радянської війни з липня 1941 року. Член ВКП(б) з 1943 року. Воював на 2-му та 3-му Білоруських фронтах. Був контужений та двічі поранений.
Особливо командир стрілецького відділення 1-го стрілецького батальйону 1106-го стрілецького полку 331-ї стрілецької дивізії сержант С. О. Федоренко відзначився під час визволення Білорусі.
Одним з перших на чолі свого відділення уплав форсував річку Березину й, діставшись західного берега, гранатою знищив обслугу станкового кулемета і кинджалом зарізав німецького офіцера. Потім стрімким кидком уперед досяг позиції 81-мм міномета, який заважав просуванню радянської артилерії, й другою гранатою знищив його обслугу. На підступах до міста Борисова сержант С. О. Федоренко з трьома бійцями блокував ворожий ДЗОТ, тим самим давши можливість бійцям батальйону увірватись на околицю міста.
Після закінчення війни демобілізувався й повернувся в Баку. Помер 27 квітня 1972 року. Похований на Алеї почесного поховання.

## Нагороди
Указом Президії Верховної Ради СРСР від 24 березня 1945 року «за зразкове виконання бойових завдань командування на фронті боротьби з німецькими загарбниками та виявлені при цьому відвагу і героїзм», сержантові Федоренку Степану Олексійовичу присвоєне звання Героя Радянського Союзу з врученням ордена Леніна і медалі «Золота Зірка» (№ 7483).
Також нагороджений орденом Червоної Зірки (15.08.1944) і медалями.